# Le Mesnil-Herman
Le Mesnil-Herman est une ancienne commune française du département de la Manche et de la région Normandie, peuplée de 139 habitants, commune déléguée au sein de Bourgvallées depuis le 1er janvier 2019.

## Géographie
La commune est au sud du pays saint-lois. Son bourg est à 10 km au nord-ouest de Tessy-sur-Vire, à 13 km au sud de Saint-Lô, à 22 km au nord de Villedieu-les-Poêles et à 28 km à l'est de Coutances.
Couvrant 191 hectares, le territoire du Mesnil-Herman est le moins étendu du canton de Canisy.
Le Mesnil-Herman est dans le bassin de la Vire, par son sous-affluent le ruisseau du Dillon — affluent du Marqueran — qui collecte, aidé de ses propres affluents, les eaux du territoire. La limite nord est une ligne de partage des eaux approximative entre les bassins du Marqueran et de l'Hain, autre affluent du fleuve côtier.
Le point culminant (150 m) se situe en limite nord-ouest, près du lieu-dit la Hayedouvière. Le point le plus bas (90 m) correspond à la sortie du ruisseau de Dillon du territoire, au sud-est. La commune est bocagère.
La commune se compose d'un bourg principal (Mesnil-Herman) et de plusieurs hameaux : la Croix à la Main, la Hayedouvière, le Champ Saint-Pierre, les Renardières, la Riquerie (et son château), la Pouchinière, l'Hôtel Coustey, Letasserie, la Treullère, la Renaudière.
| Soulles                              | Saint-Martin-de-Bonfossé             | Saint-Martin-de-Bonfossé, Saint-Samson-de-Bonfossé (comm. dél. de Bourgvallées) |
| Moyon-Villages (comm. dél. de Moyon) | du Mesnil-Herman                     | Moyon-Villages (comm. dél. du Mesnil-Opac)                                      |
| Moyon-Villages (comm. dél. de Moyon) | Moyon-Villages (comm. dél. de Moyon) | Moyon-Villages (comm. dél. de Moyon)                                            |

## Toponymie
Le toponyme est attesté sous la forme latinisée Mesnillo Hermani en 1280.
L'ancien français mesnil « domaine rural », est à l'origine de nombreux toponymes, notamment en Normandie.
Le second élément représente l'anthroponyme d'origine germanique Herman, fréquemment attesté en Normandie (cf. Hermanville-sur-Mer, également situé dans le Calvados) et qui se perpétue dans le nom de famille Herment.
Le gentilé est Mesnil-Hermanais.

## Histoire
Sous l'Ancien Régime, la paroisse dépendait de la généralité de Caen, de l'élection de Coutances (en 1612/1636 et 1677) puis de Saint-Lô (en 1713), et de la sergenterie de Moyon.
Le 1er octobre 2018, le territoire s'agrandit légèrement avec un transfert de territoire en provenance de la commune de Moyon-Villages (commune déléguée de Le Mesnil-Opac) par décret du conseil d'État du 28 septembre 2018 afin d'obtenir une continuité territoriale avec la commune de Bourgvallées dans le but d'intégrer cette commune nouvelle. La fusion avec cette dernière a lieu le 1er janvier 2019 par arrêté préfectoral du 14 décembre 2018. Le Mesnil-Herman devient alors une commune déléguée de Bourgvallées.

## Politique et administration
| Période                                                                               | Période       | Identité                  | Étiquette | Qualité     |
| ------------------------------------------------------------------------------------- | ------------- | ------------------------- | --------- | ----------- |
| 1800                                                                                  | 1804          | Charles Legras            |           |             |
| 1805                                                                                  | 1816          | Marie Auguste Legras      |           |             |
| 1816                                                                                  | 1817          | Jean Sébert               |           |             |
| 1817                                                                                  | 1820          | Jacques de Marcambye      |           |             |
| 1820                                                                                  | 1822          | Marie Auguste Legras      |           |             |
| 1822                                                                                  | 1830          | Louis Courtin             |           |             |
| 1830                                                                                  | 1832          | Marie Auguste Legras      |           |             |
| 1832                                                                                  | 1847          | Gabriel de Marcambye      |           |             |
| 1847                                                                                  | 1848          | Tranquille Lecousté       |           |             |
| 1848                                                                                  | 1850          | Stanislas du Châtel       |           |             |
| 1851                                                                                  | 1852          | Bernard Gaumain           |           |             |
| 1852                                                                                  | 1860          | Stanislas du Châtel       |           |             |
| 1860                                                                                  | 1863          | Louis Néel                |           |             |
| 1863                                                                                  | 1880          | Stanislas du Châtel       |           |             |
| 1880                                                                                  | 1883          | Bon Hardel                |           |             |
| 1883                                                                                  | 1900          | Auguste Levilly           |           |             |
| 1900                                                                                  | 1914          | Louis Quesnel             |           |             |
| 1914                                                                                  | 1932          | Albert Luet               |           |             |
| 1932                                                                                  | 1935          | Albert Auvray             |           |             |
| 1935                                                                                  | 1947          | André Descoqs (1879-1947) |           | Chimiste    |
| 1947                                                                                  | 1952          | Admond Bessin             |           |             |
| 1952                                                                                  | 1970          | Edmond Maine              |           |             |
| 1970                                                                                  | 1983          | Albert Lecler             |           |             |
| 1983                                                                                  | 1995          | Paulette Lescot           | DVD       |             |
| 1995                                                                                  | mars 2001     | Ferdinand Piédagnel       |           |             |
| mars 2001                                                                             | mars 2008     | Gérard Ladroue            |           |             |
| mars 2008                                                                             | décembre 2018 | Fabienne Lecler           | SE        | Enseignante |
| Une partie des données est issue d'une liste établie par Jean Pouëssel et Guy de Gand |               |                           |           |             |

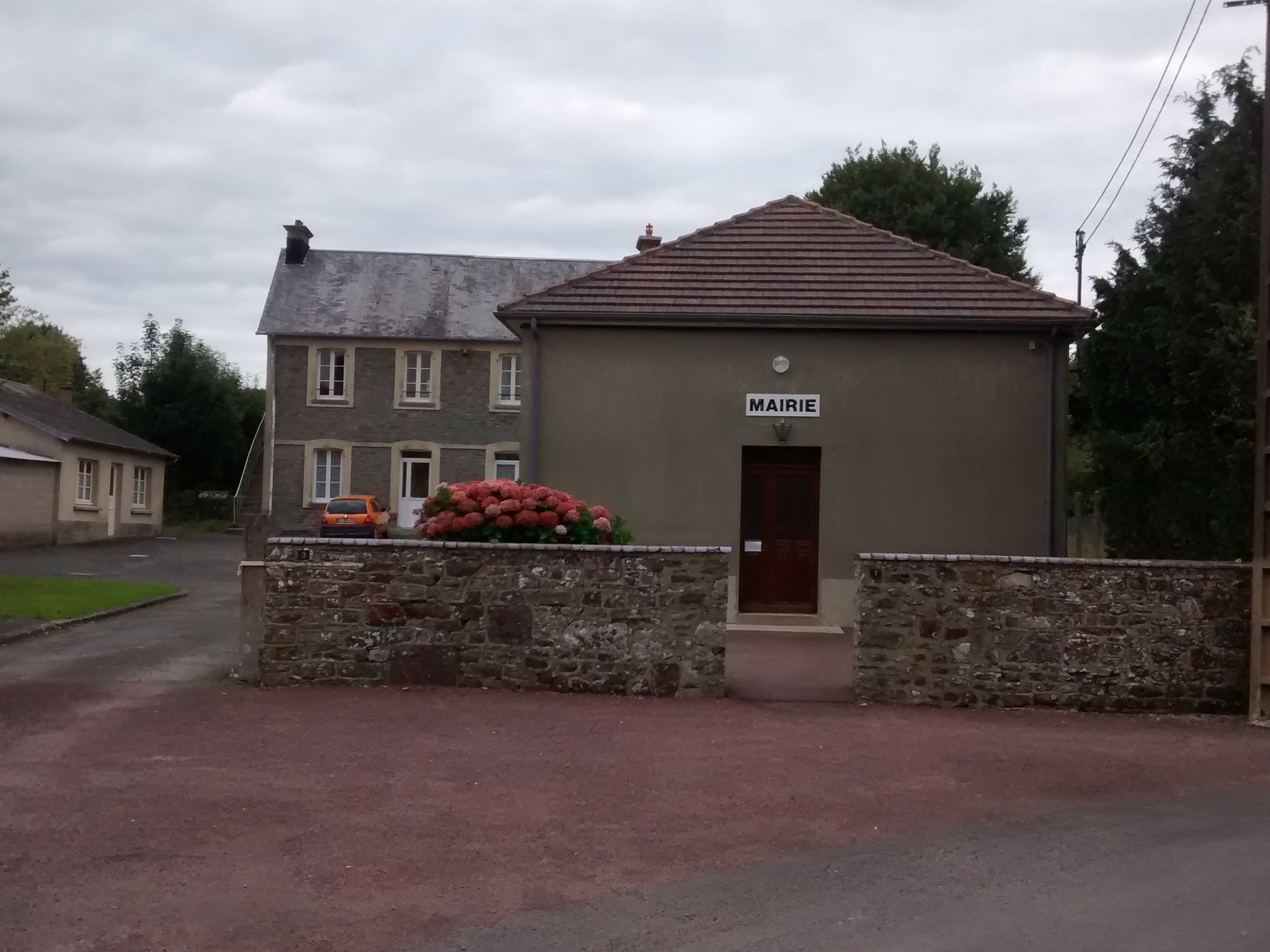
Mairie.

Le conseil municipal était composé de onze membres dont le maire et deux adjoints.
| Période                                  | Période  | Identité        | Étiquette | Qualité     |
| ---------------------------------------- | -------- | --------------- | --------- | ----------- |
| janvier 2019                             | En cours | Fabienne Lecler | SE        | Enseignante |
| Les données manquantes sont à compléter. |          |                 |           |             |

## Démographie
En 2021, la commune comptait 139 habitants. Depuis 2004, les enquêtes de recensement dans les communes de moins de 10 000 habitants ont lieu tous les cinq ans (en 2005, 2010, 2015, etc. pour Le Mesnil-Herman) et les chiffres de population municipale légale des autres années sont des estimations. 
Le Mesnil-Herman a compté jusqu'à 279 habitants en 1846. Elle est la commune la moins peuplée du canton de Canisy.
| 1793 | 1800 | 1806 | 1821 | 1831 | 1836 | 1841 | 1846 | 1851 |
| ---- | ---- | ---- | ---- | ---- | ---- | ---- | ---- | ---- |
| 165  | 200  | 202  | 215  | 248  | 212  | 268  | 279  | 209  |

| 1856 | 1861 | 1866 | 1872 | 1876 | 1881 | 1886 | 1891 | 1896 |
| ---- | ---- | ---- | ---- | ---- | ---- | ---- | ---- | ---- |
| 259  | 200  | 191  | 177  | 158  | 140  | 140  | 157  | 157  |

| 1901 | 1906 | 1911 | 1921 | 1926 | 1931 | 1936 | 1946 | 1954 |
| ---- | ---- | ---- | ---- | ---- | ---- | ---- | ---- | ---- |
| 146  | 133  | 154  | 133  | 132  | 122  | 120  | 143  | 142  |

| 1962 | 1968 | 1975 | 1982 | 1990 | 1999 | 2005 | 2010 | 2015 |
| ---- | ---- | ---- | ---- | ---- | ---- | ---- | ---- | ---- |
| 117  | 133  | 123  | 118  | 117  | 123  | 121  | 148  | 139  |

| 2018 | - | - | - | - | - | - | - | - |
| ---- | - | - | - | - | - | - | - | - |
| 140  | - | - | - | - | - | - | - | - |

## Lieux et monuments

### Église Saint-Pierre

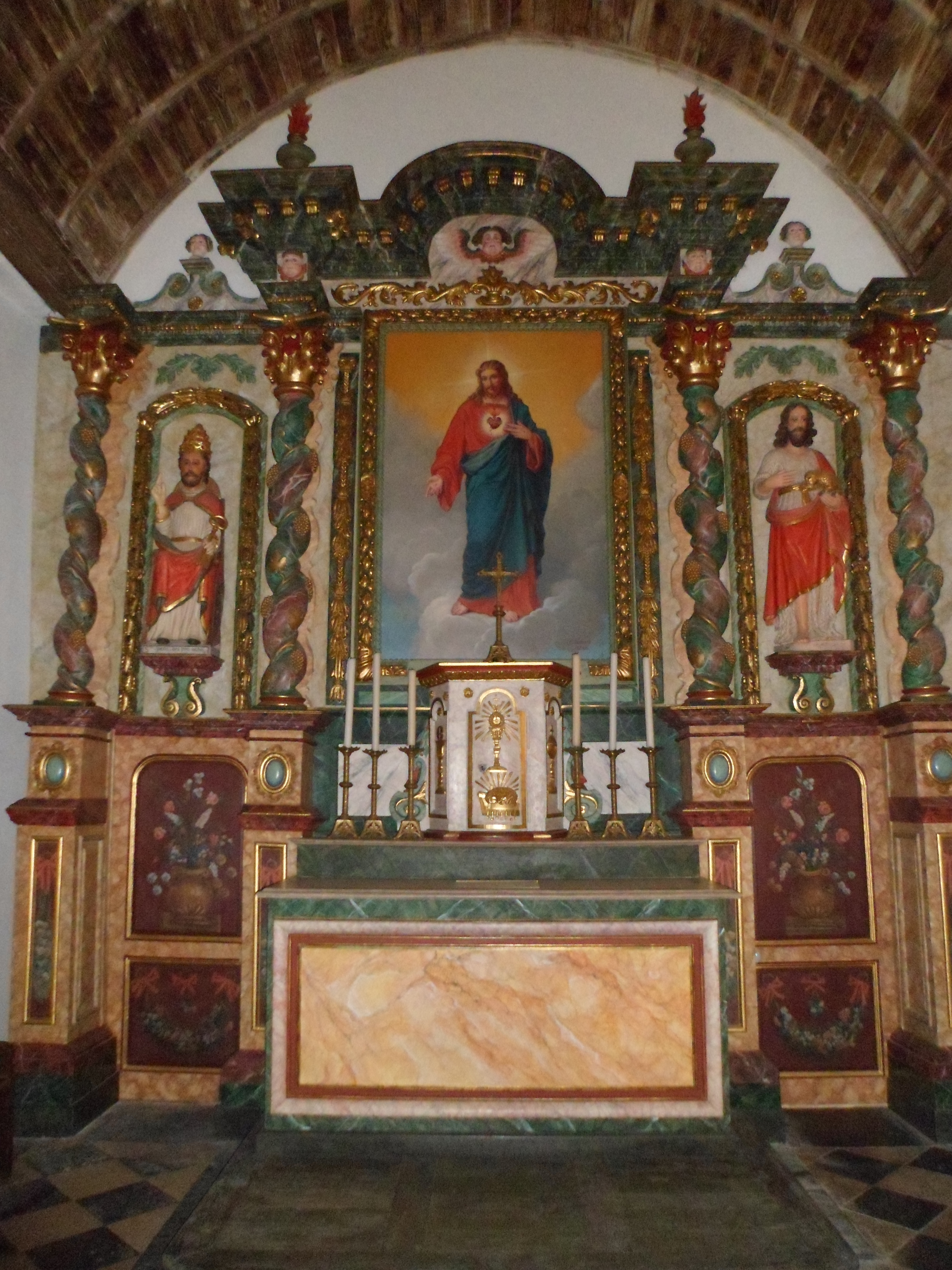
Le maitre-autel.

L'église Saint-Pierre, du XVe siècle, garde la mémoire du passage, le 17 août 1714, de saint Louis-Marie Grignion de Montfort, saint breton confesseur et grand prédicateur, que représentent une petite statue située dans la nef ainsi que les six vitraux réalisés par le peintre verrier Mauméjean après les bombardements de 1944.
La nef a conservé des éléments de la période médiévale. Le chœur, plus étroit mais presque aussi long a été transformé au XVIIe et au début du XVIIIe siècle. La sacristie qui le prolonge à l'est fut en partie édifiée en 1748. Le clocher, de plan carré, est élevé légèrement en retrait de la façade occidentale, construite en 1704 par le curé A. Lenoir. De chaque côté de la nef, les autels secondaires du XIXe, en bois peint et doré, sont dédiés à l'ange gardien au nord et à la Vierge au sud.
Le maître-autel, le tabernacle et le retable forment un bel exemple de l'art de la Réforme catholique. Commandité par le curé A. Lenoir, l'ensemble fut réalisé en 1688 par le menuisier Jean Sebert. C'est l'un des autels-retables les plus anciennement datés de la Manche[réf. nécessaire]. Deux statues en bois peint et doré ornent les ailes du retable. Saint Pierre, à gauche, représenté avec ses ornements pontificaux, est assis dans une cathèdre et coiffé de la tiare symbolisant la triple royauté du chef de l'Église. Il porte la date de 1616, mais l'œuvre est sans doute un peu plus ancienne. La statue de saint Jean-Baptiste et l'agneau, à droite, de 1686, est de peu antérieure à la mise en place du retable. Est également conservé un tableau du Sacré Cœur du XIXe siècle.

### Autres lieux et monuments
- Château de la Riquerie (XVe – XVIIIe siècles).
- La Hédouvière (XVIe – XIXe siècles).
- Ferme de la Riquerie (XVIIIe – XIXe siècles).
- Ancienne auberge de la Croix à la Main.
- Croix (XVIIe siècle) et if du cimetière.
- Ancien presbytère.
- Croix de carrefour, et borne 58 de la Voie de la Liberté de 1944.